# Acroporium consanguineum
Acroporium consanguineum är en bladmossart som beskrevs av Fleischer 1923. Acroporium consanguineum ingår i släktet Acroporium och familjen Sematophyllaceae. Inga underarter finns listade i Catalogue of Life.